# Chef de l'opposition (Parlement gallois)
Pour les articles homonymes, voir Chef de l’opposition.
Dans l’enceinte du Parlement gallois, le chef de l’opposition (Leader of the Opposition en anglais, Arweinydd yr Wrthblaid en gallois) est le membre du Senedd placé à la tête du cabinet fantôme. Conventionnellement, il est le chef du premier groupe parlementaire en nombre de représentants qui ne participe pas au gouvernement.
Depuis le 12 mai 2021, cette qualité est exercée par Andrew Davies, chef du groupe conservateur.

## Définition
Conventionnellement, le statut de chef de l’opposition à Crickhowell House, à partir de 1999, puis au Senedd, depuis 2006, est calqué sur celui de chef de l’opposition officielle à la Chambre des communes. Il s’agit d’une qualité officieuse ne faisant l’objet d’aucune définition du point de vue légal qui n’est pas non plus spécifiée dans le règlement intérieur de l’assemblée nationale pour le pays de Galles ni même dans celui du Parlement gallois, son successeur à partir de 2020. 
Il est traditionnellement admis que le chef de l’opposition est le chef du groupe politique le plus nombreux à la chambre qui ne participe pas au gouvernement du pays de Galles. Son mandat ne se borne donc pas nécessairement à une mandature, mais à la durée pendant laquelle le groupe politique qu’il dirige est majoritaire dans l’opposition. À la tête du cabinet fantôme, il désigne une équipe de membres du Senedd de son propre groupe chargée d’examiner l’action des membres du Gouvernement gallois dans chacun des portefeuilles ministériels, le chef de l’opposition étant le reflet alternatif du premier ministre et son potentiel successeur en cas de victoire à l’élection suivante.

## Histoire

### IreAssemblée
Sous la première mandature, les membres de l’assemblée nationale pour le pays de Galles élus le 6 mai 1999 se réunissent pour la première fois le 12 mai. À cette occasion, Alun Michael, le chef du Labour, est nommé premier secrétaire de l’Assemblée et forme un cabinet minoritaire, ne détenant qu’une majorité relative à la chambre avec 28 des 60 sièges,.
Avec 17 membres de l’Assemblée, le principal groupe d’opposition à la majorité travailliste est celui de Plaid Cymru, dirigé, à l’entrée en fonction de la mandature par Dafydd Wigley. Démissionnaire le 31 mai 2000, il est remplacé par Ieuan Wyn Jones, élu (en) chef du groupe de Plaid Cymru à l’Assemblée le 4 août suivant, qui forme son premier cabinet fantôme le 9,,,,.

### IIeAssemblée
Réélu à Ynys Môn aux élections de 2003, Ieuan Wyn Jones conserve son statut de chef de l’opposition au début de la deuxième mandature puisque son parti parvient de nouveau à former le premier groupe parlementaire d’opposition avec 12 membres de l’Assemblée, soit un de plus que les conservateurs, tandis que les travaillistes conservent une majorité relative avec 30 des 60 sièges. Cependant, le chef de Plaid Cymru annonce sa démission le 8 mai 2003 compte tenu de sa contre-performance électorale par rapport aux élections de 1999. Candidat à sa propre succession dans la direction du groupe parlementaire, en tandem avec Dafydd Iwan pour la présidence de Plaid, il est réélu le 15 septembre 2003 (en),,.

### IIIeAssemblée
Les élections générales de l’Assemblée du 3 mai 2007 voient pour la troisième fois consécutive le groupe de Plaid rester majoritaire dans l’opposition, toujours dirigé par Ieuan Wyn Jones, avec cette fois-ci 15 sièges au Senedd, devant les conservateurs avec 12 représentants, et dans une chambre où aucune majorité absolue ne se dégage. Toutefois, après un accord de coalition signé avec le Labour de Rhodri Morgan, Plaid participe au gouvernement de l’Assemblée à partir du 11 juillet 2007 lorsque Ieuan Wyn Jones est nommé vice-premier ministre. Bien que Carwyn Jones succède à Rhodri Morgan comme premier ministre, Plaid reste au gouvernement pendant tout le restant de la IIIe législature,,,.
Nick Bourne, en tant que chef des conservateurs est à la tête du principal groupe d’opposition et se fait qualifier de chef de l’opposition une fois Plaid entré au gouvernement. Ce dernier avait préalablement nommé une équipe de porte-paroles aux portefeuilles analogues à ceux du gouvernement le 5 juin précédent. À mi-mandat, son cabinet fantôme est remanié le 27 février 2009,,,.

### IVeAssemblée
Pour la première fois depuis 1999, les conservateurs deviennent le premier parti d’opposition au Senedd à la suite des élections générales du 5 mai 2011 avec 14 sièges. Cependant, Nick Bourne, le chef des conservateurs de l’Assemblée perd son siège et Paul Davies est choisi le 7 mai 2011 par les instances du parti pour lui succéder de façon intérimaire dans la direction du groupe parlementaire. Le 17 mai, il annonce le premier cabinet fantôme de la IVe législature,.
Une élection interne pour la direction du groupe est organisée le 14 juillet 2011 (en). À l’issue du vote, Andrew Davies bat son unique adversaire Nick Ramsay et devient le chef des conservateurs au Senedd. Il forme le 19 juillet son équipe de ministres fantômes chargés de s’opposer au gouvernement ; sa composition est en partie modifiée au cours de la mandature le 13 février 2014,,.

### VeAssemblée
Les élections générales de l’Assemblée du 5 mai 2016 sont une nouvelle fois remportées le Labour tandis que la nationaliste Leanne Wood obtient le deuxième contingent parlementaire le plus important avec 12 membres de l’Assemblée, soit un de plus que les conservateurs. Considérée comme chef de l’opposition, elle nomme son cabinet fantôme le 25 mai 2016, mais, à la suite de la démission de Dafydd Elis-Thomas, ramenant à 11 le nombre de représentants, le groupe n’est plus majoritaire dans l’opposition à partir du 14 octobre 2016,,.
Le 6 avril 2017, Mark Reckless annonce quitter le groupe du UKIP et le parti pour rejoindre les conservateurs du Senedd sans pour autant adhérer aux Conservateurs gallois, portant ainsi le nombre de membres du groupe à 12. La défection fait donc du chef des conservateurs Andrew Davies le chef de l’opposition, désormais à la tête du premier groupe d’opposition. Son équipe de porte-paroles, devenue le cabinet fantôme, avait été nommée le 11 juin 2016. Alors qu’Andrew Davies renonce le 27 juin 2018 à la direction du groupe, Paul Davies lui succède en qualité de chef temporaire. Une élection à la direction des Conservateurs gallois du Senedd (en) oppose Suzy Davies à Paul Davies. Ce dernier remporte le vote des adhérents du parti le 8 septembre 2018 et devient le chef des conservateurs à l’assemblée nationale pour le pays de Galles. Il forme son cabinet fantôme quelques jours plus tard, le 18 septembre et le remanie le 17 juillet 2020,,,,,.
Sous la direction de Paul Davies, le groupe conservateur perd à deux reprises son statut de principal groupe d’opposition compte tenu de la proximité numérique du groupe avec celui de Plaid. D’abord, l’exclusion temporaire de Nick Ramsay du groupe entre le 2 janvier et le 13 février 2020 ramène à 10 le nombre de membres de l’Assemblée estampillés de l’étiquette Tory, soit le même nombre que les nationalistes. De plus, la vacance du siège causée par la mort de Mohammad Asghar — entre le 16 juin et le 6 juillet 2020 — provoque le même effet : durant cette période il n’existe pas de principal groupe d’opposition au gouvernement travailliste,,,.
Alors que Paul Davies renonce à sa position de chef des conservateurs le 23 janvier 2021, il est remplacé le lendemain par Andrew Davies, qui en tant que nouveau chef de l’opposition, forme un cabinet fantôme le jour de sa nomination. Cependant, avant la dissolution de la Ve législature prévue le 29 avril, le groupe perd pour la troisième fois son statut d’« opposition officielle » avec le départ de Nick Ramsay du parti parlementaire le 28 mars 2021 ; le nombre de nationalistes et de conservateurs redevient le même au Senedd,,.

## Liste des chefs de l’opposition
| Mandature | Chef de l’opposition | Groupe                                               | Groupe        | Période                                                    | Chef de l’exécutif |
| --------- | -------------------- | ---------------------------------------------------- | ------------- | ---------------------------------------------------------- | ------------------ |
| Ire       | Dafydd Wigley        |                                                      | Plaid Cymru   | 12 mai 1999 — 4 août 2000 (1 an, 2 mois et 23 jours)       | Alun Michael       |
| Ire       | Dafydd Wigley        | Rhodri Morgan                                        | Plaid Cymru   | 12 mai 1999 — 4 août 2000 (1 an, 2 mois et 23 jours)       |                    |
| Ire       | Ieuan Wyn Jones      |                                                      | Plaid Cymru   | 4 août 2000 — 30 avril 2003 (2 ans, 8 mois et 26 jours)    |                    |
| IIe       | Ieuan Wyn Jones      | 7 mai 2003 — 2 mai 2007 (3 ans, 11 mois et 25 jours) | Plaid Cymru   |                                                            |                    |
| IIIe      | Ieuan Wyn Jones      | 9 mai — 11 juillet 2007 (2 mois et 2 jours)          | Plaid Cymru   |                                                            |                    |
| IIIe      | Nick Bourne          |                                                      | Conservateurs | 11 juillet 2007 — 31 mars 2011 (3 ans, 8 mois et 20 jours) |                    |
| IIIe      | Nick Bourne          | Carwyn Jones                                         | Conservateurs | 11 juillet 2007 — 31 mars 2011 (3 ans, 8 mois et 20 jours) |                    |
| IVe       | Paul Davies          |                                                      | Conservateurs | 11 mai — 14 juillet 2011 (2 mois et 3 jours)               |                    |
| IVe       | Andrew Davies        |                                                      | Conservateurs | 14 juillet 2011 — 5 avril 2016 (4 ans, 8 mois et 22 jours) |                    |
| Ve        | Leanne Wood          |                                                      | Plaid Cymru   | 11 mai — 14 octobre 2016 (5 mois et 3 jours)               |                    |
| Ve        | Vacance              |                                                      |               |                                                            |                    |
| Ve        | Andrew Davies        |                                                      | Conservateurs | 6 avril 2017 — 27 juin 2018 (1 an, 2 mois et 21 jours)     |                    |
| Ve        | Paul Davies          |                                                      | Conservateurs | 27 juin 2018 — 2 janvier 2020 (1 an, 6 mois et 6 jours)    |                    |
| Ve        | Paul Davies          | Mark Drakeford                                       | Conservateurs | 27 juin 2018 — 2 janvier 2020 (1 an, 6 mois et 6 jours)    |                    |
| Ve        | Vacance              |                                                      |               |                                                            |                    |
| Ve        | Paul Davies          |                                                      | Conservateurs | 13 février — 16 juin 2020 (4 mois et 3 jours)              |                    |
| Ve        | Vacance              |                                                      |               |                                                            |                    |
| Ve        | Paul Davies          |                                                      | Conservateurs | 6 juillet 2020 — 23 janvier 2021 (6 mois et 17 jours)      |                    |
| Ve        | Vacance              |                                                      |               |                                                            |                    |
| Ve        | Andrew Davies        |                                                      | Conservateurs | 24 janvier — 28 mars 2021 (2 mois et 4 jours)              |                    |
| Ve        | Vacance              |                                                      |               |                                                            |                    |
| VIe       | Andrew Davies        |                                                      | Conservateurs | En fonction depuis le 12 mai 2021 (4 ans et 3 jours)       |                    |